# ジェンダー・ブラインド
ジェンダー・ブラインド（英語: gender blindness、sex blindness）とは、教育、ビジネス、法律、その他の分野において、人々の間の相互関係の中で、ジェンダーを意図的に重要な要素としてみなさず、あらゆるジェンダーに平等なルールを適用する慣行である（形式的な機会の平等）。

## 教育分野
Krista Ratcliffeは、ジェンダー・ブラインドは教室内でジェンダーの違いの存在を軽視するように機能し、そのことが既存のジェンダー間の実質的な不平等を強化してしまう傾向があると書いている。
2006年にアメリカ合衆国で設立された全国学生ジェンダー・ブラインドキャンペーン（National Student Genderblind Campaign）は、ゲイ、レズビアン、バイセクシュアル、トランスジェンダー、インターセックスの学生により良いサービスを提供するために、大学でのジェンダー・ニュートラルなキャンパス・ハウジングを支持すると主張している。

## 医療分野
ジェンダー混合で利用される病室の使用は、イギリスとカナダの両国で物議を醸していることが判明した。カナダのマニトバ州の保健大臣Theresa Oswaldは、そのような部屋に反対する活動を積極的に行っており、人類に「誰かを月に送る」ことが可能なら、患者を待たせることなくジェンダーに基づいた依頼を尊重する方法を見つけることは可能だろう、と述べている。イギリスは、そのような部屋を2010年までに段階的に廃止することに同意した。
医療倫理学者の中には、性別ごとの部屋に戻そうとする取り組みを批判する人もいる。アメリカ合衆国における混合部屋の提唱者であるJacob M. Appelは、ジェンダー混合の部屋への反対は「昔ながらの偏見」から来ていると書き、「異性と部屋を共有することを恐れたり嫌ったりするように育てられてきた人や、ローブがずれたときに望ましくない体の部分が垣間見えるかもしれないと赤面する人がいるため、私たちは社会政策でこの偏見を重視し、永続させることになってしまう」と論じている。

## 法律分野
「reasonable person」の法的視点（legal test）は、法律の一部の分野、特にセクシュアル・ハラスメントに適用されるのはジェンダー・ブラインドだとして批判されてきた。女性は男性よりも常態化・蔓延したセクシュアル・ハラスメントにさらされている。これを根拠に、アメリカのエリソン対ブレイディ事件 924 F.2d 872 (1991)では、裁判所は「性別を無視したreasonable personの基準は男性に基づく傾向があり、女性の経験を構造的に無視する傾向がある」と判断した。 

## 研究
ジェンダーに基づく扱いは世界中で広まっている。女性専用のサービスを提供している組織に関する調査では、その理由として、23%が女性の不平等とその不均衡に対処したいと考えているため、20%が女性専用スペースが女性の能力開発とエンパワーメントを促進するため、18%がユニセックスサービスでは満たされない女性特有のニーズに焦点を当てたサービスを提供したいため、と回答している。
研究によると、単一の性別向けのサービスの選択肢が引き続き利用可能であることへの幅広い支持が示されている。女性リソースセンターが1,000人の女性を対象に行った2011年の世論調査では、97％が、女性が性的暴行の被害者である場合、女性専用サービスを利用する選択肢が与えられるべきだと回答した。57%は、男女の両方が利用できるジムではなく女性専用ジムを選ぶと回答した。単一の性別向けのサービスは、他の方法では関わらなかったはずの参加者に、より大きな安心感と関与を提供することができる。